# Delos
Delos (Grieks: Δήλος, Dhilos) is een eiland in de Griekse eilandengroep de Cycladen. Het is een deel van de gemeente Mykonos, in de regio Zuid-Egeïsche Eilanden. Delos is klein en langgerekt, ongeveer 5 km lang en maximaal 1,3 km breed, de bodem is er schraal en dor en het hoogste punt is de 113 m hoge Kynthos. Het ongeveer vier vierkante kilometer grote eiland wordt bevolkt door ongeveer 75 personen die zich bezighouden met hotellerie, archeologie en het bewaken van de ruïnes, die werelderfgoed zijn.

## Betekenis
Na de verwoesting van Korinthe door de Romeinen in 146 v. Chr. nam Delos voor een deel de handelsfunctie van deze stad over. Rond 130 v.Chr. woonden er 20.000 tot 30.000 mensen. Door de centrale ligging was het eiland een ideale handelsplek. De nog te bezichtigen ruïnes dateren uit die tijd. Er bevond zich in de oudheid een grote stad met tempels, markthallen, winkels, opslagplaatsen en kades. Aan de straat naar de theaters, stonden villa's waarvan de mozaïekvloeren en zwembaden nog te bezichtigen zijn. Aan de rivieroever stonden de tempels van Syrische en Egyptische goden. Volgens de oude Grieken was Delos de geboorteplaats van de zonnegod Apollo en zijn zuster Artemis. Mede daardoor werd Delos in de 7e eeuw v.Chr. het godsdienstig middelpunt van Ionië. Er werden jaarlijks grote feesten georganiseerd, waarbij de geschonken schatten een graadmeter vormen voor de mate van verering. Getuige hiervan vormt het grote Apollo-beeld dat nu in fragmenten te bezichtigen is maar zeker ook de rij van marmeren leeuwen aan de Heilige straat. Het museum bevat unieke vondsten en is overzichtelijk ingericht.

## Apollotempel
Op de 110 meter hoge Kinthos-berg stond ooit een tempel, maar die werd in de middeleeuwen afgebroken en de stenen werden gebruikt bij de bouw van een burcht verderop. Volgens de legende heeft Zeus op de top van deze berg de geboorte van zijn zoon Apollo afgewacht en toen het zo ver was, kwamen op het eiland overal bloemen uit de rotsen tevoorschijn, blankwitte zwanen vlogen eroverheen en jonge mannen en vrouwen zongen voor het altaar. In 69 v.Chr. werd Delos totaal verwoest, zoals hieronder beschreven.
Indertijd kwamen de pelgrims die Apollo wilden aanbidden daar via hetzelfde pad dat nu de hedendaagse toeristen naar de tempel leidt. Ze werden ontvangen in de Agora van de Competaliastes, naar de Compitalia genoemd, Romeinse goden die werden vereerd door de Griekse slaven en aanverwanten.
Van de agora van Competaliastes voerde het processiepad voort naar het heiligdom van Apollo, voorafgegaan door een propylee die tegenwoordig een ruïne is. Men treft hier op een enorme esplanade de resten van wat ooit vier aan Apollo gewijde tempels waren. Er stond destijds een gigantisch standbeeld van de godheid, maar dat is in de loop der eeuwen ten onder gegaan ten gevolge van plundering. Er zijn alleen nog de torso en de bilpartij over, in het plaatselijke museum wordt nog een hand tentoongesteld en er is een voet naar het British Museum meegenomen.

### De leeuwen van Delos

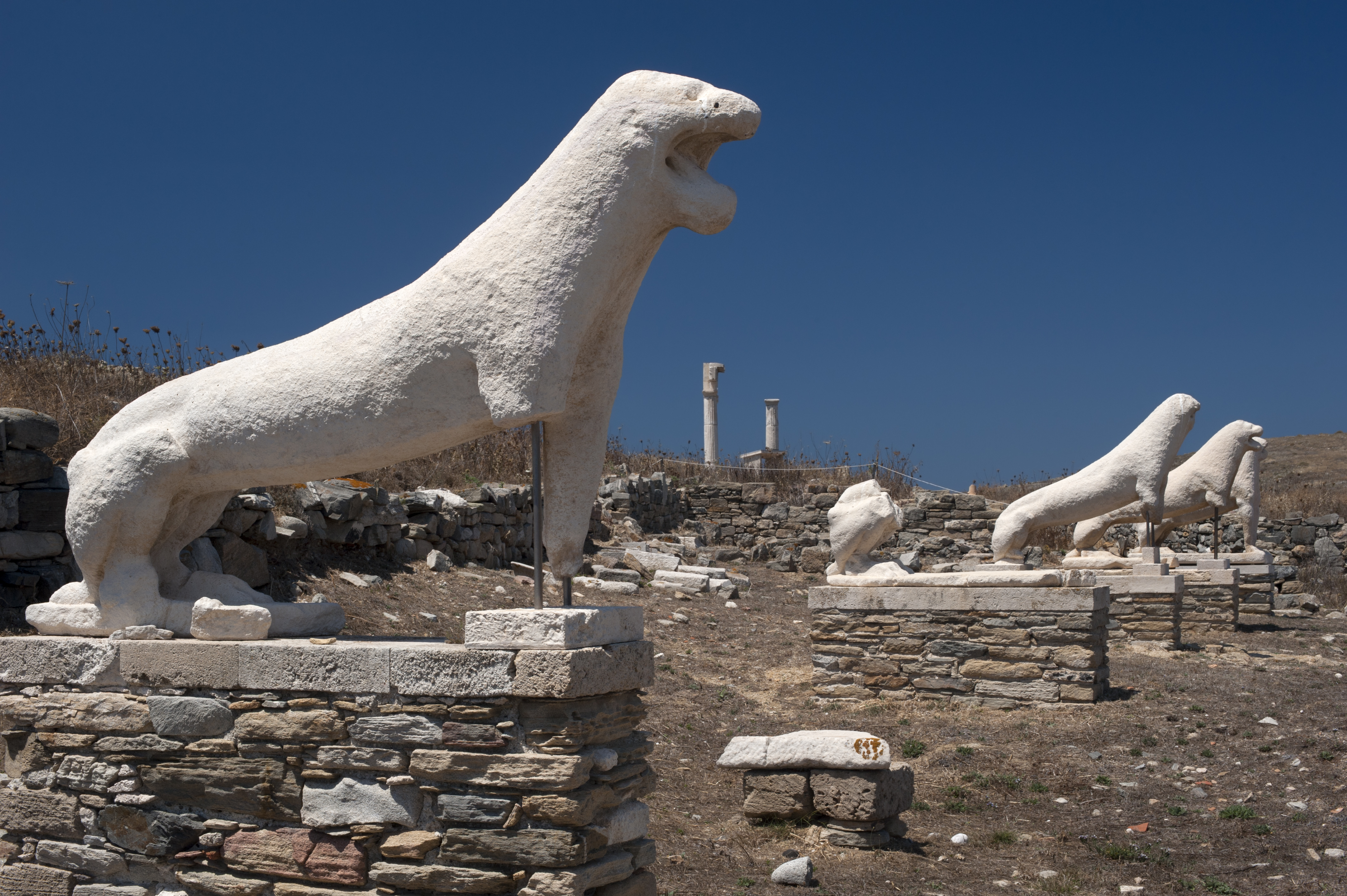
Het Leeuwenterras

De Romeinse agora strekt zich verder uit ten noorden van de poort van Antigone, waar men het Heilig Meer vindt, heden ten dage uitgedroogd, en het befaamde Leeuwenterras, hier geplaatst teneinde het gebied symbolisch te beschermen. Er stonden eerst negen leeuwen, eigenlijk leeuwinnen, waarvan er tegenwoordig nog vijf over zijn, uitgehouwen in Parisch marmer. Die staan nu in het museum op het eiland, de beelden buiten zijn kopieën. Een zesde leeuwin bevindt zich in Venetië.

## Mythe van Delos
Het ontstaan van dit eiland en de rest van de Cycladen werd in de Griekse mythologie als volgt beschreven: De Griekse oppergod Zeus stoorde zich heel weinig aan de wetten van de echtelijke trouw. Geen vrouw - mens of godin - mocht zich veilig voelen voor zijn avances, natuurlijk tot grote ergernis van Hera, zijn trotse en jaloerse echtgenote. Zo had Zeus ook op zekere dag zijn oog laten vallen op Leto, dochter van de titaan Koios. Om te ontkomen aan de achterdocht van Hera had hij zichzelf en zijn geliefde veranderd in een paar kwartels. Maar de jaloerse Hera had de list doorzien en liet de intussen zwangere Leto voortdurend door de slang Python achternazitten.
Negen maanden later zocht Leto een rustige plek om te bevallen. Maar alle landen waar bloemen geurden en schaduwrijke wouden groeiden waren bang om Leto gastvrij te ontvangen, en daarvoor mogelijk door de wraakzuchtige Hera te worden gestraft. Leto kwam ten slotte, nadat ze van bron tot bron had gezworven, op het kale, rotsachtige eilandje Delos. Omdat het eiland, dat eerst Ortygia heette, toen nog niet vastgeklonken lag in de Egeïsche Zee, wilde het Leto graag opnemen en rust bieden, op één voorwaarde: dat de godin ervoor wou zorgen dat het kind dat zij er zou baren zijn geboortegrond niet zou minachten. Leto zwoer de dure godeneed dat haar kind zijn geboorteplaats rijk en machtig zou maken, ook al was het niet vruchtbaar of lieflijk.
Daarna begonnen de barensweeën en Leto beviel van een goddelijke tweeling: Apollo, de god van het licht, en zijn zus Artemis. Delos kreeg sindsdien een vaste plaats in de Egeïsche Zee en als eerbewijs aan zijn kinderen schikte Zeus een krans, κύκλος > Κύκλαδες, van eilanden rond zijn geboortegrond: zo werd Dèlos het centrum van de Cycladen. Het groeide uit tot een belangrijke bedevaartplaats en uit eerbied werd het niemand vergund er te sterven of te worden geboren. Zwangere vrouwen en zieken mochten het eiland niet betreden.
Apollo en Artemis zelf zouden wél het eiland verlaten. Apollo zou zich vooreerst wreken op de kwelgeest die zijn moeder het leven zuur had gemaakt: hij ging de Python opzoeken en doodde het monster op de plek die later Delphi werd en tot het belangrijkste heiligdom zou uitgroeien voor Apollo in de oudheid.

## Geschiedenis
Archeologische vondsten op de Cynthus-heuvel wijzen op een vroege nederzetting uit het 3e millennium v.Chr. Het eiland was toen al een religieus centrum. Grieks sprekende inwijkelingen introduceerden al vóór het 1e millennium v.Chr. de eredienst van Apollon, die de prehelleense eredienst geleidelijk verdrong.
De eigenlijke geschiedenis van Delos begint in de 6e eeuw v.Chr., toen Pisistratus het voor Athene veroverde, om vandaar uit de Cycladen te overheersen. Na hem kwam het eiland tijdelijk in bezit van Polycrates van Samos. Na de Perzische Oorlogen werd Delos de zetel van de Delisch-Attische Zeebond.
Socrates roemt de diepzeeduikers van Delos, die als enigen de vaste grond onder de duistere uitspraken van Heraclitus konden bereiken.
Naast de religieuze betekenis was de plaats ook in economisch opzicht zeer belangrijk dankzij haar ligging en de uitbouw van haar handelshaven. Het is altijd een slavenmarkt geweest en een voorname marktplaats voor graan in het Egeïsche gebied.
Delos werd na de dood van Alexander de Grote een vrije stadstaat, die de Romeinen nadien tot een bloeiende vrijhaven maakten: er hoefde geen belasting betaald te worden op het verhandelen van goederen. In de 1e eeuw v.Chr. kwam er een einde aan de economische welvaart: eerst werd het eiland verwoest en de bevolking uitgemoord door Mithridates VI in 88 v.Chr., en nadien, in 69 v.Chr., werd het door piraten geteisterd. Het religieuze en economische leven van Delos doofde langzaam uit. Het raakte volkomen verlaten, steeds verder geplunderd en verwoest en de Venetianen gebruikten het een tijd als goedkope steengroeve.
De Franse archeologische school van Athene begon in 1872 met opgravingen, die de grote religieuze en culturele betekenis van het eiland hebben aangetoond. Delos is met zijn 50 ha opgravingsgebied een van de belangrijkste toeristische attracties van Griekenland. Vanaf de naburige eilanden Mykonos en Tinos kan men per boot Delos gemakkelijk bereiken.